# Sigramnus di Hesbaye
Sigrammus di Hesbaye, chiamato anche Sigrand, (fl. VIII secolo) fu conte di Hesbaye.

## Biografia
Sigramnus divenne conte di Hesbaye in virtù del suo matrimonio con Landrada, figlia di Lamberto, conte di Hesbaye. Le date della sua reggenza alla contea sono sconosciute, ma si ritiene che gli anni del suo governo siano quelli del figlio e del nipote di Lamberto: egli quindi forse fu conte solo provvisoria, fino a quando quest'ultimo non divenne maggiorenne.
L'unica conoscenza disponibile su Sigramnus è attraverso suo figlio, il vescovo di Metz, e il nipote Ingerman di Hesbaye, padre di Ermengarda, moglie di Ludovico il Pio. Sigramnus è noto per essere stato uno dei primi sostenitori di Carlo Martello, anche prima della battaglia di Amblève.

## Matrimonio e figli
Sigramnus sposò Landrada, figlia di Lamberto, conte di Hesbaye. Essi ebbero tre figli:
- San Crodegango, vescovo di Metz[1] e primo abate dell'abbazia di Lorsch
- Gundeland, monaco di Gorze e secondo abate dell'abbazia di Lorsch
- Sigram di Hesbaye, padre di Ingerman, conte di Hesbaye, a sua volta padre di Ermengarda, moglie di Ludovico il Pio.

La storiografia precedente sosteneva che Sigramnus fosse il marito della figlia di Carlo Martello, ma questo è stato ampiamente screditato. Sigramnus fu succeduto da suo nipote Cancor come conte di Esbaye.